# جون إم. فلمنج
جون إم. فلمنج هو محرر وصحفي وسياسي أمريكي، ولد في 12 ديسمبر 1832 في روجرزفيل في الولايات المتحدة، وتوفي في 28 أكتوبر 1900 في نوكسفيل في الولايات المتحدة. نشط حزبياً في حزب اليمين. وقد انتخب عضو مجلس نواب تينيسي ‏.